# Château de Fassion
Le château de Fassion est une place forte du XIVe siècle située à Saint-Étienne-de-Saint-Geoirs en Isère. Elle a le label Patrimoine en Isère.

## Histoire
L’étude dendrochronologique a confirmé que la maison forte a été initialement édifiée entre 1335 et 1340. Nous ignorons qui l'a construite en ce début du XIVe siècle. Cet ensemble architectural a été édifié en deux temps au minimum. Le bâtiment initial fut vraisemblablement construit dans le même mouvement que la reconstruction en 1340 de l'enceinte murale de Saint-Étienne-de-Saint-Geoirs, percée de quatre portes :  porte de Varanin à l’est, porte de Bressieux à l’ouest, porte neuve au nord, porte de St Geoirs au sud. 
La maison forte avait à l’époque une vocation défensive, vocation perdue plus tard avec l’arrivée des canons qui permettaient de percer les murailles. Sa forme parallélépipédique formait un carré presque parfait, comme la plupart de ces constructions. Cet édifice militaire est situé à proximité du mur d’enceinte de St Étienne, qui traversait le parc actuel du sud-ouest au nord-est.

### Propriétaires successifs connus
En 1501, sous Louis XII, apparaît André, seigneur de la Baume d'Hostun (1480 – 1553. Le 14 mars 1501, à l’âge de 21 ans, André est marié par son père à Isabelle de Boniface, elle aussi âgée de 21 ans, dame de la Forteresse, fille d'Antoine de Boniface seigneur de la Forteresse, et d'Antoinette Loubert. 

Comment la propriété s'est-elle retrouvée parmi les possessions d'Antoine de Boniface seigneur de la Forteresse ? Peut être tout simplement par le biais d’acquisitions foncières. Toujours est-il qu'en 1502, un an après ce mariage, la terre de Saint-Étienne-de-Saint-Geoirs est vendue à la puissante famille de Fassion. 

Bayart, gouverneur du Dauphiné, la rachète au nom de François 1er en 1520.
En 1540, Isabelle de Boniface, qui l'avait surement héritée de son père, vend la maison forte dite “du reconnaissant” au “Chevalier Estienne de Fassion, Sieur de Mantonne”. C'est probablement à cette époque (la dendrologie indique que l’abattage des arbres pour les poutres de la charpente du château eut lieu au printemps 1542) qu'Estienne de Fassion entame, à un mètre de cette maison forte, la construction de l’aile nord du château qui comprendra deux tours : il laissera son nom à l’édifice “le château de Fassion”. Il n'en profita que peu de temps, tout au plus une quinzaine d’années puisqu'il fut fauché par la mort en 1556. Entre-temps, deux documents connus citent Estienne et la maison forte : en 1549, une reconnaissance par Estienne de Fassion à Saint-Étienne, en la “maison forte du dit reconnaissant” (réf : ADI 2 E 995, terrier du XVIe siècle) ; et daté du 31 juillet 1556, le testament d'Estienne de Fassion, « chevalier du lieu et ville de Saint-Étienne de Saint-Geoirs, habitant au Touvet au-dessus de Grenoble... Acte passé dans la maison forte à Saint-Étienne-de-Saint-Geoirs, “dans la chambre au-dessus de la cave” ».
Étienne de Fassion ayant légué la maison forte à son ami et confident Guigues Chalan, prieur de l'abbaye de Saint-Étienne-de-Saint-Geoirs, c'est donc en 1556 que ce dernier en prend possession. On ne sait pas combien de temps Guigues Chalan l'a gardée, et l’histoire se fait discrète sur les successeurs de ce dernier. Il est fort probable que vu l’état des finances du clergé de province, Guigues s’en sépara rapidement.
La famille de Fassion garda certainement des terres aux environs, car on retrouve la trace d'un procès en 1622 entre les habitants de St Étienne et Pierre de Fassion, seigneur verrier, propriétaire d'une partie de la forêt de Chambarand.
Nous retrouvons ensuite comme propriétaire la famille du baron Étienne de Ponat, puis la famille de Barral (ce dernier était conseiller au parlement de Grenoble) :
c'est peut-être Gaspard de Barral († 1667) qui acheta la propriété au XVIIe siècle. Sa veuve était Hélène de Chaste-de-Gessan-de-Clermont, qui aurait tenu la propriété de son beau-frère le baron Étienne De Ponat, marié à sa sœur Françoise de Chaste. 

Le père de Gaspard de Barral était Louis de Barral, capitaine châtelain de Voiron (quand les seigneurs n'occupent pas tous les châteaux forts qu'ils tiennent en fief, ils y mettent un capitaine châtelain) le 14 janvier 1570. Louis de Barral fut nommé commandant dans les mêmes ville et château par lettres patentes du 3 avril de la même année. Il fut aussi nommé, le 6 juillet suivant, capitaine des gens de pied qu'il eut ordre d'assembler en plus grand nombre qu'il lui serait possible, et dont il eut le commandement en considération de son expérience et de ses services. Enfin, le 30 novembre 1597, il fut créé lieutenant provincial des mines et minières du Lyonnais, Forez, Beaujolais et Bourbonnais. Louis avait épousé, le 25 février 1565, Anne de Chambaran, d'une famille noble et ancienne, sœur de François de Chambaran, écuyer, homme d'armes de la compagnie du seigneur de Boissac, et fille de Claude de Chambaran et de Claude de Ponchon. Il eut de ce mariage :
- Ennemond, décédé à Carmagnolle, au-delà des monts, où il commandait la compagnie du sieur de Presseing ;
- Claude, écuyer, capitaine-châtelain du mandement de Voiron, gouverneur du château d'Entremont, et de la garnison qui était entretenue dans le comté ;
- Gaspard de Barral, qui suit.

Gaspard de Barral, maître des requêtes de la reine-mère le 31 mai 1649, avait le 13 novembre 1621 épousé Hélène de Chaste-de-Gessan-de-Clermont, cousine germaine d'Annet de Chaste-de-Gessan, grand-maître de l'ordre de Saint-Jean de Jérusalem, fille de noble Jean de Chaste-de-Gessan et de Pernette de Sallignon. Gaspard testa le 22 mai 1667, et laissa :
- François ;
- Claude, tué au siège de Turin au service de S.M. ;
- Louis-Benoît, capitaine d'infanterie puis gouverneur du château de Culan, tué à la tête de sa compagnie au siège de Montrond (1651 - 1652).

Les Barral sont suivis par la famille Berlioz. Joseph Berlioz (1700 - 1779), grand bourgeois, marchand, consul moderne et trisaïeul du grand compositeur Hector Berlioz né le 11 décembre 1803 au village voisin La Côte-Saint-André, acheta le domaine en 1750 alors que lui-même avait 50 ans. Les Berlioz conserveront le château jusqu’en 1840 ; c'est probablement cette famille qui a introduit des transformations importantes aux structures mêmes de l'ensemble, en sus de nombreux changements pas toujours heureux.
En 1840 la propriété fut rachetée par la famille  Romain (Romain fut maire de St Étienne en 1852) qui la conserva jusqu'en 2008.
En 2008 les propriétaires actuels l'achètent à leur tour et entreprennent de gros travaux pour redonner à ce monument historique tout son éclat d’antan. Depuis leur acquisition, l'édifice a obtenu le label Patrimoine en Isère.

## Transformations et traits particuliers de l'édifice
Il est difficile de lire aujourd’hui les traces du passé lointain de la maison forte construite entre 1335 et 1340. Des restes de fenêtres à arcature en ogive romane sont encore bien visibles sur les façades. Peut être portait-elle des créneaux et des mâchicoulis, et était-elle un peu plus élevée qu'elle ne l'est de nos jours. L'on ne sait même plus par où l'on y pénétrait. 
Le château a été bâti par Estienne de Fassion vers le milieu du XVIe siècle, en position adjacente à la maison forte.
Des modifications, notamment de charpente et de transformations intérieures, sont intervenues aux XVIIe et XVIIIe siècles. Lors de ces transformations, les deux bâtiments ont été reliés en vue de d'un espace d'un seul tenant, probablement par la famille Berlioz. 

### Transformations duXVIIIesiècle

#### Le mystère des planchers rabaissés
Parmi les transformations passées des bâtiments, celle du rabaissement des planchers n'était pas le moindre mystère – d'autant que l'édifice ne montre aucune trace d'incendie ni de dégât des eaux.
Le château possède des murs très épais (1,20 m à leur base). Étienne de Fassion l'a fait construire à 1 mètre de la maison forte rachetée en même temps que les terres l’entourant à dame Isabelle de Boniface. Cet écartement minime entre les deux bâtiments originels suggère qu’Estienne de Fassion avait l'intention de démolir la maison forte subséquemment à la construction du château. En effet, si ce n'avait été le cas et considérant l'épaisseur des murs, les coûts de main-d’œuvre et surtout de matériaux déjà très importants à cette époque, il eut été plus efficace et moins onéreux de penser le château comme une simple extension en l'appuyant sur le mur pignon de la maison forte. 

Une fois achevée la construction du château, Estienne a pu être empêché de démolir la maison forte par sa mort en 1556.
Deux siècles plus tard, les propriétaires du moment – probablement les Berlioz – voulurent relier les deux bâtiments si proches l'un de l'autre. On demanda donc aux maçons de pratiquer une ouverture dans le pignon sud du château, et de même dans le pignon nord de la maison forte, afin de pouvoir passer de l’une à l’autre. 

Grosse surprise, les ouvriers travaillant dans le château sur le plancher du grenier se trouvèrent, après le percement du mur, avec le plancher correspondant de la maison forte... à hauteur d'yeux. Le plus simple et le moins coûteux fut d'abaisser tous les planchers de la maison forte et les mettre au même niveau que ceux du château. Le sol du grenier fut donc lui aussi abaissé d’environ 1 m.
On en profita également pour, cédant à la mode de l’époque, ôter les jolies tomettes rectangulaires qui pavaient pièces de réception et chambres, et les remplacer par du parquet en point de Hongrie, plus à la mode (pas de petites économies, tout pour l’apparence, celui-ci fut fait en sapin). Ces tomettes ont été retrouvées utilisées en pavement dans… les greniers.
À propos des planchers
Du Moyen Âge à la fin du XVIe siècle, les habitants vivaient dans les mêmes pièces que leurs animaux familiers. Les sols devaient donc pouvoir être récurés à grande eau. C'est la raison pour laquelle, les grandes salles voûtées des châteaux étaient généralement dallées de pierre. 
À l'époque, les planchers en bois étaient réservés quant à eux aux estrades ou aux marchepieds marquant ainsi le rang social entre les classes de la population. Les planchers étaient d'ailleurs souvent recouverts de tapis d'ornement. 

Ce n'est que très progressivement que les sols des étages supérieurs des différentes habitations, passèrent des carreaux en terre cuite, au plancher en bois. 

Tout d'abord composés de planches juxtaposées à joints vifs ou à feuillures puis refendus sur la largeur de 5 ou 7 pouces, les planchers sont fixées dans un premier temps sur des solives à l'aide de clous forgés apparents. Ce type de pose dite “pose clouée” a duré jusqu'au milieu du XVIIe siècle ; Les lames étant bien entendu rabotées sur place. 

On commence alors aussi à trouver du plancher assemblé par rainure et languette. Il est posé à l'anglaise, c'est-à-dire que les longueurs sont mélangées. Les lames ont quant à elles différentes longueurs et sont placées de manière aléatoire, ce qui se fait encore de nos jours. 
Au XVIIe siècle on découvre aussi des lames de plancher posées selon différents motifs comme le “Point de Hongrie”. Cette technique est plus contraignante car on doit respecter une largeur de travée précise ainsi qu'une découpe précise à 45° des lames sans parler des contraintes esthétiques...

#### Autres transformations
Les belles pièces aux magnifiques plafonds “à la française” en chêne, furent cloisonnés pour les subdiviser en plusieurs pièces plus petites.
Les grandes cheminées monumentales de l’époque Gothique furent démolies (il n’en reste malheureusement aucune).
L’on déposa aussi les meneaux des chambres pour les remplacer par de grandes fenêtres vitrées, si typiques de l’époque classique, qui laissaient rentrer plus abondamment la lumière. 

#### Les fenêtres
Les fenêtres à meneaux du bâtiment en retour d’angle, datant de l’édification du XVIe siècle (on savait à cette époque étirer le verre et en faire des vitres assez larges pour pouvoir faire rentrer un maximum de lumière dans les habitations), ont été supprimées au XVIIIe siècle, probablement par la famille Berlioz. Seules ont été conservées celles de la tour hexagonale et celle du grand salon. Heureusement elles nous sont parvenues dans un bon état de fraîcheur dû à une circonstance fortuite : en effet, une loi promulguant l’imposition des portes et fenêtres, fut créée en 1798 par le Directoire. L'impôt est fixé sans pénétrer dans les maisons, d'après les signes extérieurs de richesse de l'habitation. En ce sens, il fait figure d'impôt idéal, ne taxant que les objets réels visibles sans porter atteinte à la liberté du contribuable dont on ne cherche pas à connaître les revenus invisibles. Il est acquitté par l'occupant et non par le propriétaire. Elle visait à atteindre la fortune présumée des contribuables, en prenant pour base de leurs facultés l’étendue des locaux qu’ils occupent, tant pour leur habitation que pour leur commerce et leur industrie ; étendue qui a pour signe extérieur le nombre de portes et de fenêtres. Accusé d’avoir favorisé le développement de l’habitat insalubre et la propagation de la tuberculose, l’imposition des portes et fenêtres a été supprimée en 1925. Mais les contribuables de l’époque, qui n’étaient pas stupides, ont préféré murer certaines ouvertures, et notamment les fenêtres à meneaux qui en comportaient quatre, pour échapper à l’impôt. Cela a permis, bien malgré eux, de protéger celles-ci des intempéries, d’où leur bon état quand elles ont été dégagées après 2008.
Bref, de l’orgueilleux château d’Estienne, du début du XVIe, que restait-il ?

## Bâtiments proches d'intérêt historique

### Les halles
Haut lieu de la vie du centre bourg de St Étienne de St Geoirs, abritant une partie du marché hebdomadaire, permettant des expositions diverses, des fêtes et animations variées. Les Halles actuelles furent construites à la suite de la démolition de l'ancien hôtel de ville en 1889. Elles se caractérisent par une ossature en fer peu répandue à l'époque. Avant cela, cette place ne représentait que la moitié de la surface actuelle, c'était la place du marché royal.

### Maison forte de Varanin
Construite vers la fin du XVe siècle, ce fut la maison maternelle de la mère de Louis Mandrin (XVIe) et le lieu d'enfance de ce dernier. Cette maison gardait la porte Est de St Étienne de St Geoirs. De style renaissance, elle comporte deux tours donnant sur la place Mandrin, un mâchicoulis défendant la cour et des fenêtres à meneaux. Sa structure architecturale en pierres roulées est largement conservée. Elle était implantée sur les remparts et commandait la porte Est du village vers Grenoble. « On y retrouve les tons communément adoptés aux XIVe et XVe siècles : tons : gris, gris vert, vert clair et rose avec quelques touches plus accentuées d’ocre et de brun »,.